# 巴尔库恩德拉
巴尔库恩德拉（Balkundra），是印度贾坎德邦Hazaribag县的一个城镇。总人口5369（2001年）。

## 人口
该地2001年总人口5369人，其中男性2912人，女性2457人；0—6岁人口634人，其中男299人，女335人；识字率68.15%，其中男性为76.92%，女性为57.75%。